# João Camões
João Camões (* 1983 in Coimbra) ist ein portugiesischer Jazz- und Improvisationsmusiker (Bratsche, Komposition).

## Leben und Wirken
João Camões hatte eine klassische Ausbildung und studierte Bratsche am Musikkonservatorium Coimbra bei João Ventura. Nach Abschluss seines Studiums des Bauingenieurwesens zog er nach Lissabon, wo er in der lokalen Improvisationsszene spielte. Ab den 2000er-Jahren arbeitete er in zahlreichen Projekten wie Open Field String Trio (mit Marcelo dos Reis´, Gitarre, und José Miguel Pereira, Kontrabass), earnear (mit Rodrigo Pinheiro, Piano, und Miguel Mira, Cello), im Duo mit der Künstlerin Kátia Sá und mit dem Ensemble Nuova Camerata (mit Carlos Zíngaro, Violine, Ulrich Mitzlaff (Cello), Miguel Leiria Pereira (Kontrabass) und Pedro Carneiro (Marimba)). Mit seiner Frau Joana Gomes schrieb er Musik für Theaterstücke. Bei einem mehrjährigen Aufenthalt in Paris vertiefte er die Zusammenarbeit mit Jean-Marc Foussat. Im Laufe seiner Karriere arbeitete er gelegentlich auch mit Bertrand Denzler, Bruno Parrinha, Burton Greene, Elliott Sharp, Ernesto Rodrigues, Evan Parker, Frédéric Blondy, João Apolinário, João Lucas, João Parrinha, João Paulo Esteves da Silva, João Viegas, Manuel Ara, Miguel Martins und Samuel Barsegian.

## Diskographische Hinweise
- Earnear: Earnear (Toout de Bras, 2014), mit Miguel Mira, Rodrigo Pinheiro
- Open Field + Burton Greene: Flower Stalk (Cipsela, 2015), mit José Miguel Pereira, Marcelo dos Reis
- João Camões, Jean-Marc Foussat, Claude Parle: Bien Mental (Fou Records, 2015)
- João Camões, Jean-Marc Foussat: À la face du ciel! (Shhpuma, 2016)
- João Camões, Jean-Luc Cappozzo, Jean-Marc Foussat: Autres paysages (Clean Feed Records, 2017)